# Udone-shima
Udone-shima (鵜渡根島) é uma ilha vulcânica que pertence ao arquipélago de Izu. Se localiza na porção mais ao norte do arquipélago e fica entre as ilhas de  Toshima and Nii-jima. Possui uma elevação de 209 metros acima do nível do mar, o seu tipo de rocha predominante é o basalto e é considerada um Estratovulcão.